# Associação Espírita Beneficente Dr. Adolfo Bezerra de Menezes

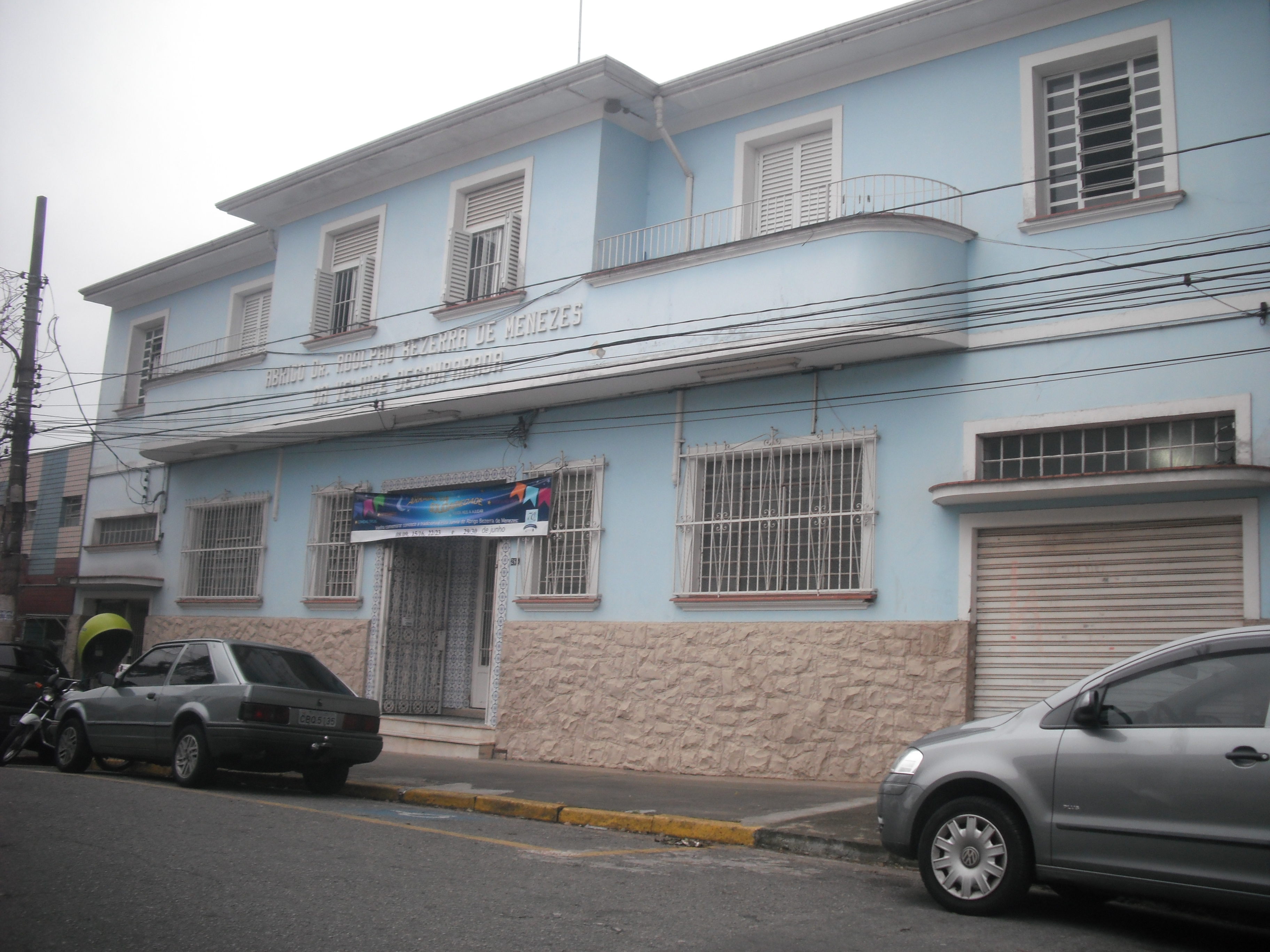
Fachada do abrigo de idosos Bezerra de Menezes, Penha-SP.

A Associação Espírita Beneficente Dr. Adolfo Bezerra de Menezes é uma instituição espírita brasileira da cidade de São Paulo fundada em 15 de janeiro de 1941. Associada ao centro espírita, há desde 1949 um abrigo de idosos que atende a cerca de 130 pessoas.

## Ações beneficentes e reconhecimento

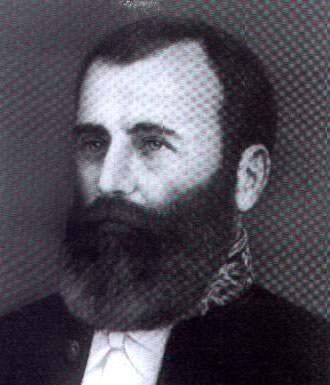
Bezerra de Menezes, patrono da Associação Espírita.

Em 2002, a Associação Espírita Beneficente Dr. Adolfo Bezerra de Menezes possuía uma parceria com o Poupatempo Itaquera, em que os cerca de 130 idosos que residiam no abrigo da instituição recebiam a visita de voluntários "escrevedores de carta". Em 2005, a Associação recebeu o Prêmio Bem Eficiente, da Fundação Kanitz e Associados, colocando-a entre as 50 melhores entidades beneficentes do Brasil.
A Associação é mantida por um quadro de sócios-contribuintes; donativos de variada espécie; três bazares beneficentes (roupas, calçados, utilidades em geral); duas livrarias; uma lanchonete; campanhas de rua (com destaque para a Campanha da Fraternidade Auta de Souza e a "Campanha do Quilo"); pedágios; festas beneficentes; um ativo serviço de telemarketing e algumas raras e pequenas subvenções oficiais.. 